# Zamek w Płakowicach
Zamek w Płakowicach (niem. Schloss Plagwitz) – zabytkowy zamek w Płakowicach, części Lwówka Śląskiego, w województwie dolnośląskim, w powiecie lwóweckim, w gminie Lwówek Śląski.
Jedna z największych renesansowych budowli obronnych na Śląsku.

## Historia
Pierwszy dwór obronny istniał w miejscu dzisiejszego pałacu w 1480 r.. Budowę większego zamku rozpoczął w 1550 r. Ramphold Talkenberg z Podskala, żonaty z Anną von Gersdorf z Sichowa,  który projekt zlecił włoskiemu architektowi Franciszkowi Parrowi. Budowa głównego budynku trwała do 1558 r., a wykończenia do 1563 r.. W trakcie budowy powstała trójskrzydłowa budowla z niewielkim dziedzińcem z krużgankami.
Była to największa na Śląsku budowla obronna w XVI w. Na przełomie XV i XVI w. Płakowice stały się własnością rodu von Schaffgotsch, ponieważ Magdalena von Talkenberg (zm. 1605) wyszła za Caspara von Schaffgotscha (zm. 1616) ze Żmigrodu (Trachenberg) i wniosła mu majątek w wianie. Magdalena był córką Rampholda i spadkobierczynią po bracie, Rampholdzie juniorze (zm. 1626), ostatnią przedstawicielką rodu Talkenberg. Przebudowy dokonano dwukrotnie – w XVIII i XIX w. W XVIII w. właścicielem dóbr był Otto von Hochberg. W czasie wojen napoleońskich zamek został uszkodzony. Francuzi ograbili i zniszczyli bibliotekę i cenne zbiory malarstwa. Ostatnim prywatnym właścicielem był August Ludwig von Nostitz-Rieneck, od którego zamek odkupiła w 1824 r. rejencja legnicka z przeznaczeniem na szpital psychiatryczny. W trakcie przebudowy usunięto z wnętrz liczne zdobienia, kominki, kartusze i portale. Szpital funkcjonował do 1945 r. W tym czasie w placówce Niemcy dokonywali eutanazji na chorych w pobliskim pawilonie, a ciała palono w krematorium. Po 1945 r. w zamku mieściła się w pałacu jednostka wojskowa.
W latach 1954–1956 zamek był jeszcze w dość dobrym stanie. W latach 1952–1959 na terenie tym znajdował się ogromny ośrodek „Dom Dziecka” w którym było około 1000 dzieci koreańskich i ponad 200 dzieci polskich przywiezionych tu w 1954 r. z całej Polski. W latach 1966–1974 budynek przejmuje batalion wojsk Obrony Terytorialnej Kraju JW 22-23. Do dziś o ich obecności przypominają napisy na ścianach dziedzińca „Do ustępu” i „Dyżurny gospodarczy”. W 1967 r. zamek został częściowo odrestaurowany. Po opuszczeniu przez wojsko zamek zaczął podupadać.
Od 1992 r. należy do Chrześcijańskiego Ośrodka „Elim” Kościoła Baptystów i poddawany jest intensywnemu remontowi.

## Architektura
Budowla składa się z trzech dwukondygnacyjnych skrzydeł okalających wewnętrzny dziedziniec krużgankami, których arkady wsparte są na jońskich kolumnach. W narożach znajdują się schody. Od czwartej strony zamknięty jest murem kurtynowym. Na dziedziniec prowadzi brama wjazdowa z portalem, przed którą znajduje się kamienny most przerzucony przez fosę obronną. W lewym narożniku portalu znajduje się medalion z popiersiem Rampolda von Talkenberg, }. Zachowały się także renesansowe zdobienia fasad.

## Portal w bramie
Bramę na dziedziniec ozdobiono portalem o wysokości sięgającej drugiego piętra. W narożnikach umieszczono medaliony przedstawiające Rampolda von Talkenberg i jego żonę. W części centralnej znajduje się podwójny fryz heraldyczny z kartuszami rodów:
- Górny rząd (od lewej) von: 1. Talckenberg 2. Hochberg 3. Raussendorff 4. Reibnitz
- Dolny rząd (od lewej) von: 1. Liebenthal (Liebdaler) 2. Rechenberg 3. Zedlitz 4. Lest[15].

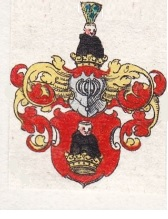
1. von Talckenberg
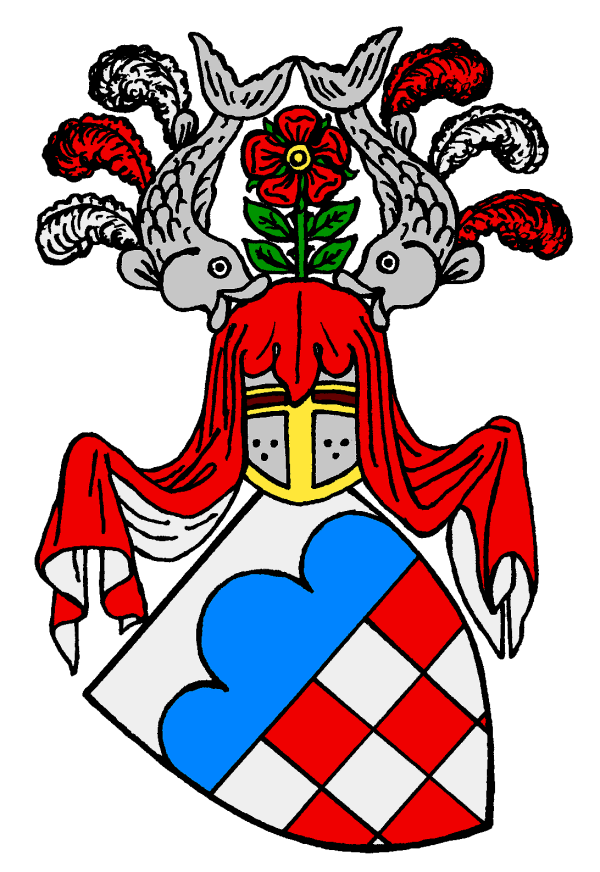
2. von Hochberg
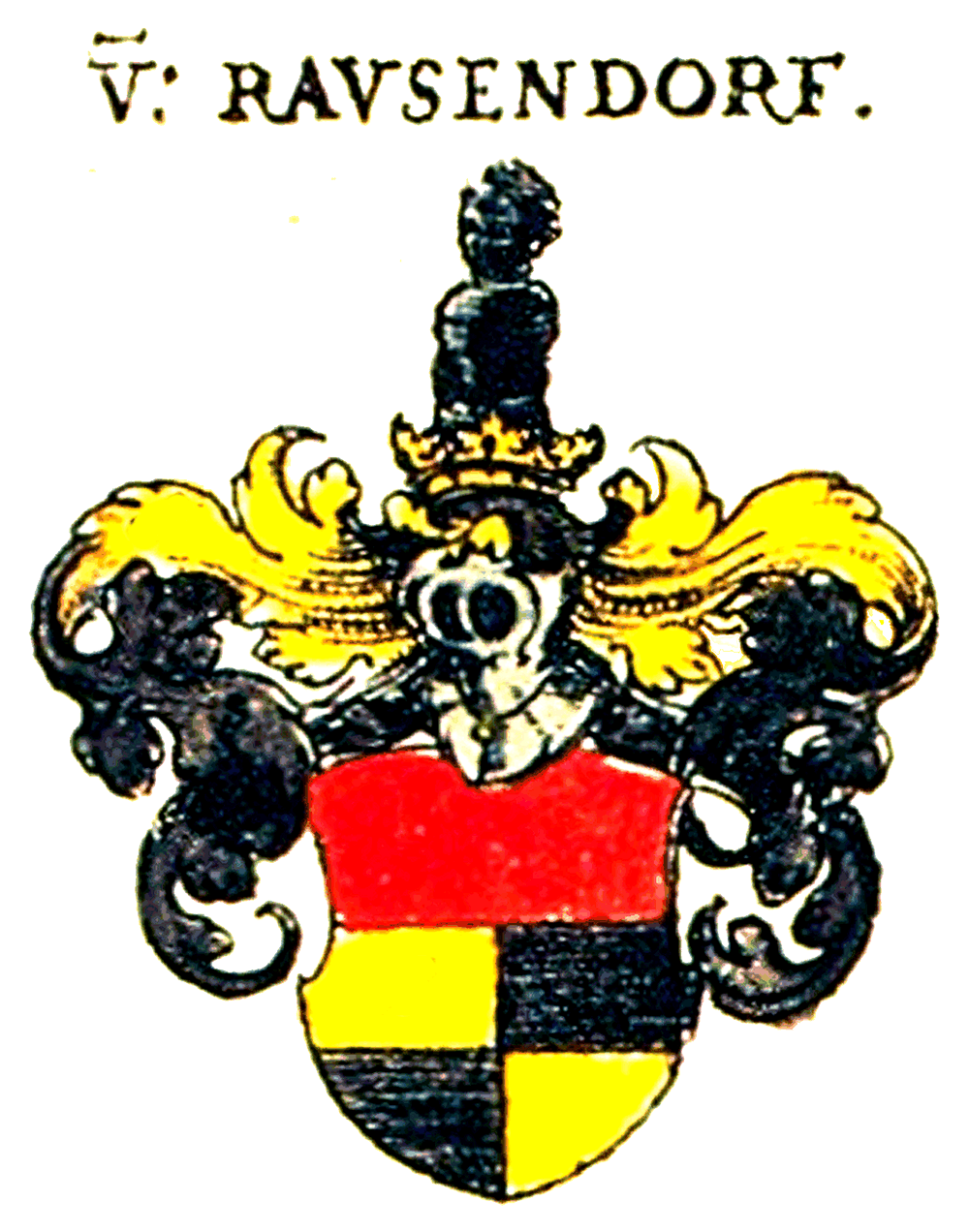
3. von Raussendorff
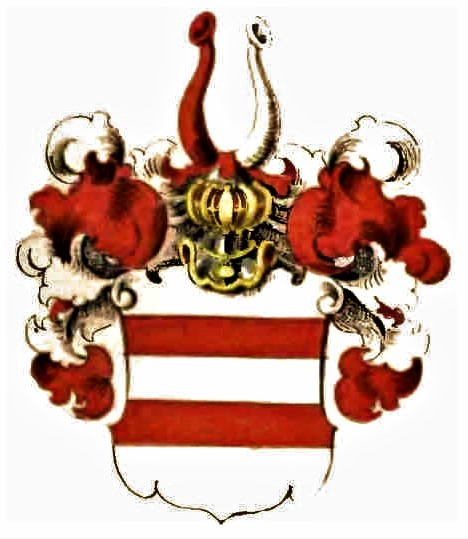
4. von Reibnitz
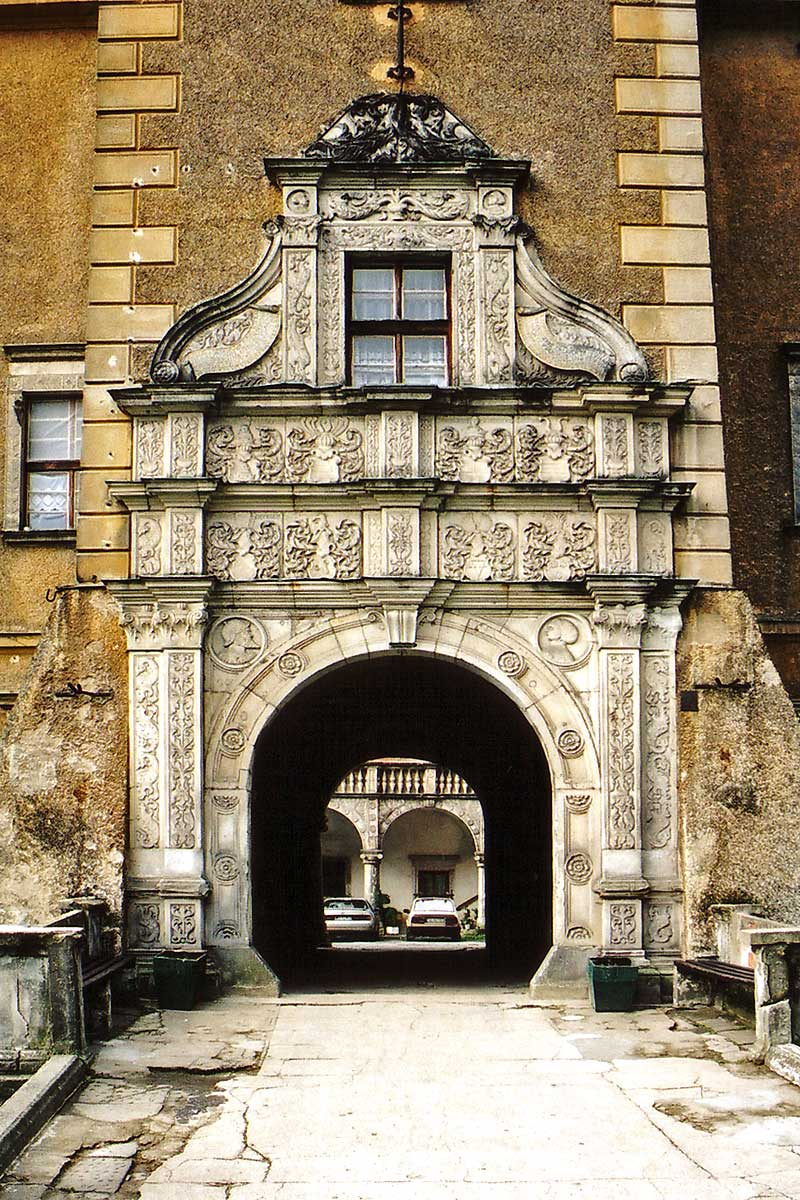
Portal z fryzem
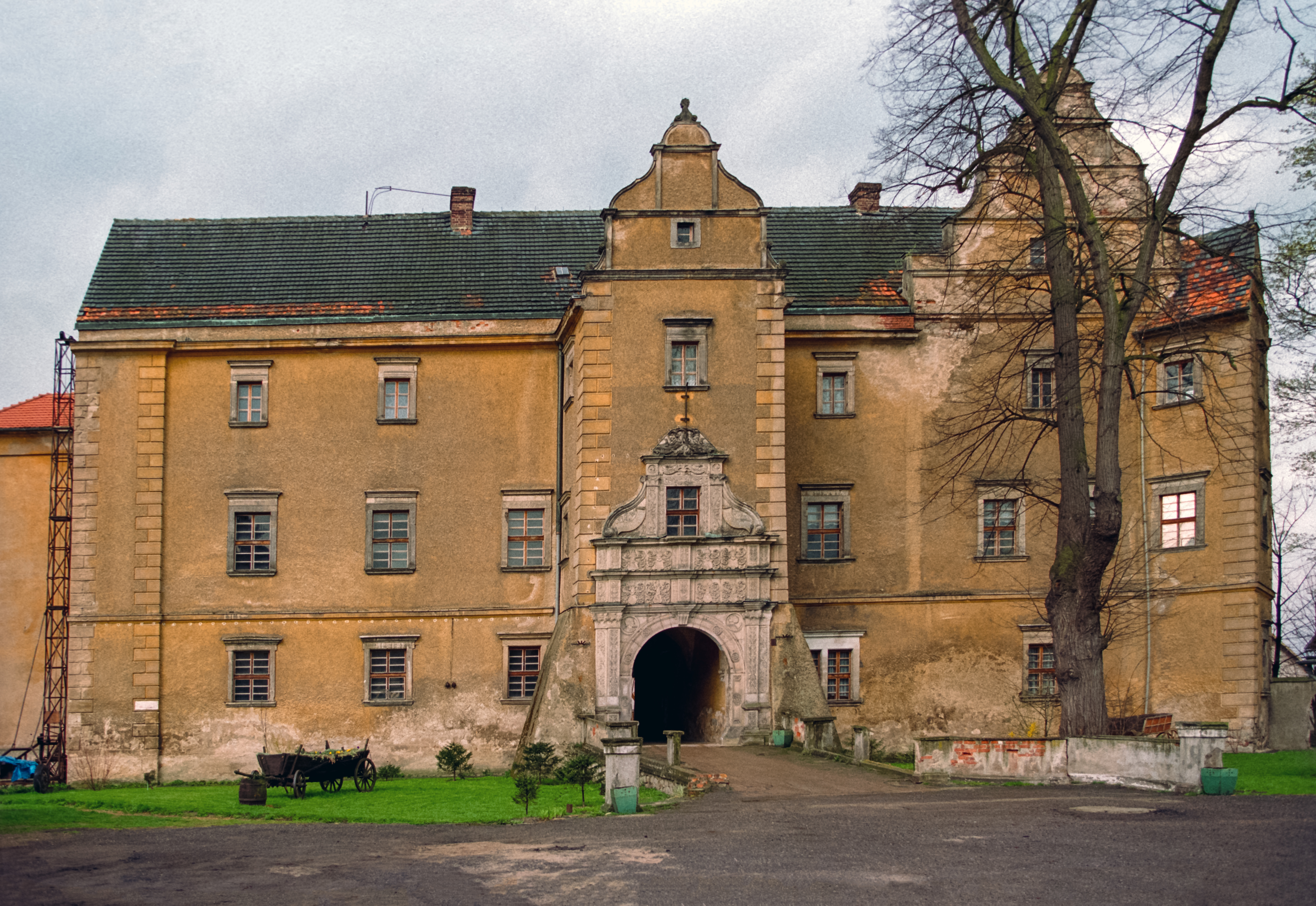
Front zamku
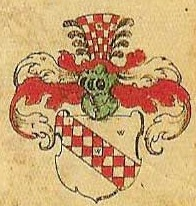
1. von Liebdaler
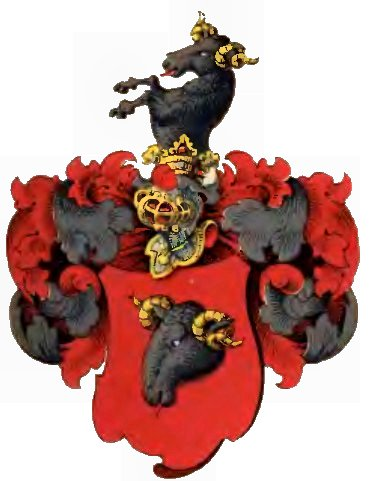
2. von Rechenberg
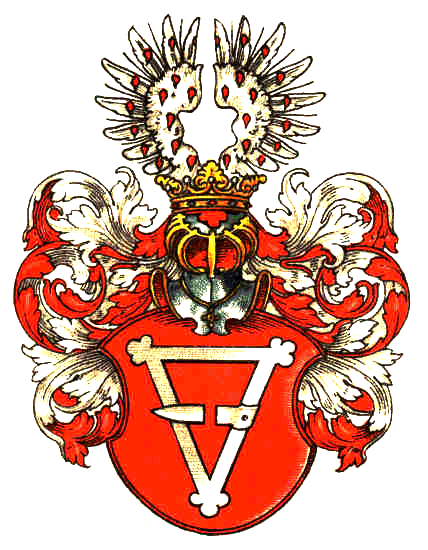
3. von Zedlitz
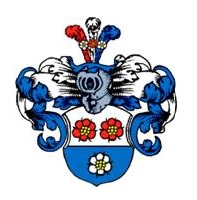
4. von Lest
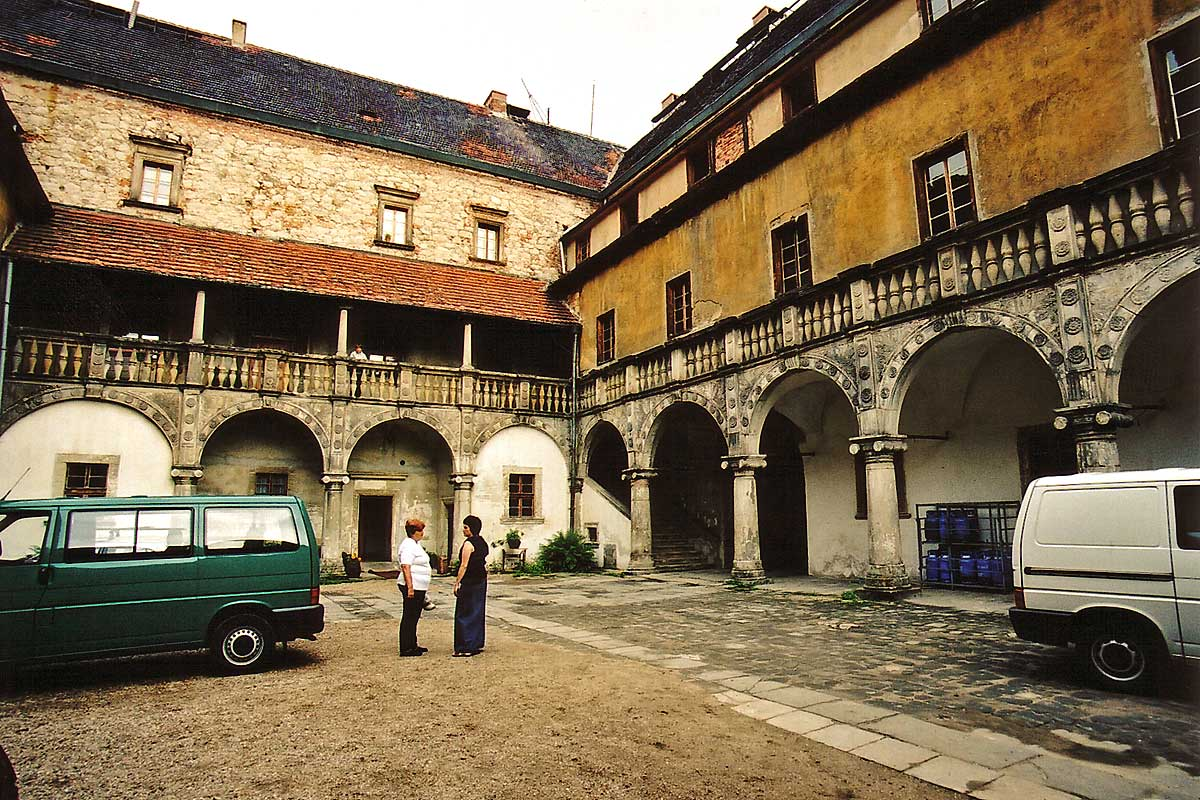
Dziedziniec
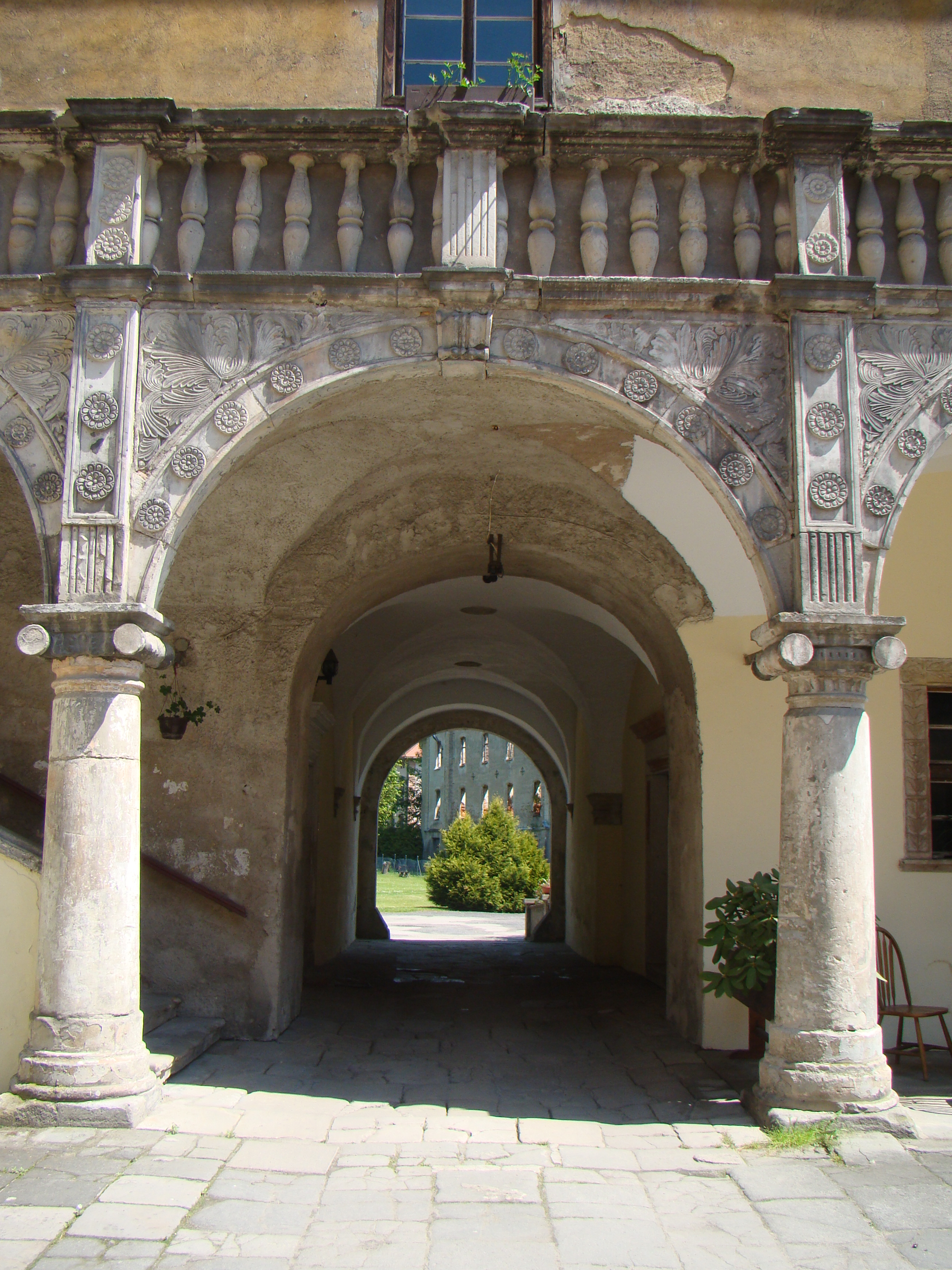

Na portalu umieszczono następujące napisy:
- po lewej: Anno 1550 Jor habe ich Rampold von Talkenberg vom Talkenstein und Plagwitz Durch die Gnade Gottes dieses Haus zu erbauen angefangen (W roku 1550 ja Rampold von Talkenberg z Podskala i Płakowic z Łaską Bożą ten Dom zacząłem budować)
- po prawej: Derr Herr segne und behüte uns, der Herr erleuchte sein Angesicht über uns, und sey uns gnädig; – der Herr erleuchte sein Angesicht über uns, und gebeuns seinen Frieden. (Panie błogosław nas i uchowaj nas, Panie bądź miłościwy i niech Twoje oblicze czuwa nad nami i daje nam Twój pokój) (4 Mz 6, 24-26).